# 진마 고메즈
진마 고메즈(Jeanmar Alejandro Gómez, 1988년 2월 10일~ )는 전 아메리칸 리그 텍사스 레인저스 소속으로 베네수엘라의 야구 선수이다. 포지션은 투수이다.